# Grant Cremer
Grant Cremer (ur. 9 czerwca 1978 w Sydney) – australijski lekkoatleta, średniodystansowiec.
Brązowy medalista mistrzostw świata juniorów (1996) w biegu na 800 metrów. W 1999 na tym samym dystansie był 5. podczas uniwersjady, a podczas mistrzostw świata odpadł w półfinale. Na tej samej fazie zakończył swój występ na igrzyskach olimpijskich w Sydney (2000) (25. lokata w biegu na 800 metrów). Podczas igrzysk dobrej woli w 2001 był szósty w tej konkurencji.
Dwukrotny medalista mistrzostw kraju, w 1996 był mistrzem Australii w kategorii juniorów.

## Rekordy życiowe
- Bieg na 800 metrów – 1:45,21 (1999)
- Bieg na 1000 metrów – 2:16,61 (2000) rekord Australii